# Raila Odinga
Raila Amolo Odinga (Maseno, 7 de janeiro de 1945) é um político queniano.

## Biografia
Filho do primeiro vice-presidente de Quênia, Jaramogi Oginga Odinga, Raila é membro do parlamento queniano desde 1992. Ele foi candidato a presidente nas eleições de 1997, mas terminou atrás de Daniel arap Moi e Mwai Kibaki.
Raila foi também ministro de energía entre 2001 e 2002 e ministro das estradas, obras públlicas e habitação entre 2003 e 2005. Ele se tornou o principal candidato da oposição nas disputadas eleições presidenciais de dezembro de 2007, pelo Movimiento Democrata Laranja (ODM).
Nas eleições gerais, Raila obteve apoio considerável e venceu em seis das oito províncias do país. Seu partido também conseguiu uma maioría em todo o Quênia, especialmente na província Central, reduto do atual presidente, e na província do Leste, onde Kalonzo Musyoka, outro candidato a presidente, tinha muitos seguidores. Odinga, que é da etnia luo, teve votação concentrada principalmente no oeste do país e nas favelas de Nairóbi.
Em 30 de dezembro de 2007, a comissão eleitoral queniana declarou a vitória de Mwai Kibaki, por uma margem de 230.000 votos. Raila contestou os resultados, alegando fraude eleitoral e exigindo uma recontagem. Os seguidores de Raila protagonizaram manifestações, que desencadearam em incidentes em todo o país.